# Monument à Garibaldi (Nice)
Pour les articles homonymes, voir Monument à Garibaldi.
Le monument à Garibaldi, à Nice, a été inauguré en 1891 sur la place Garibaldi. C'est une œuvre des sculpteurs Antoine Étex et Gustave Deloye.

## Histoire

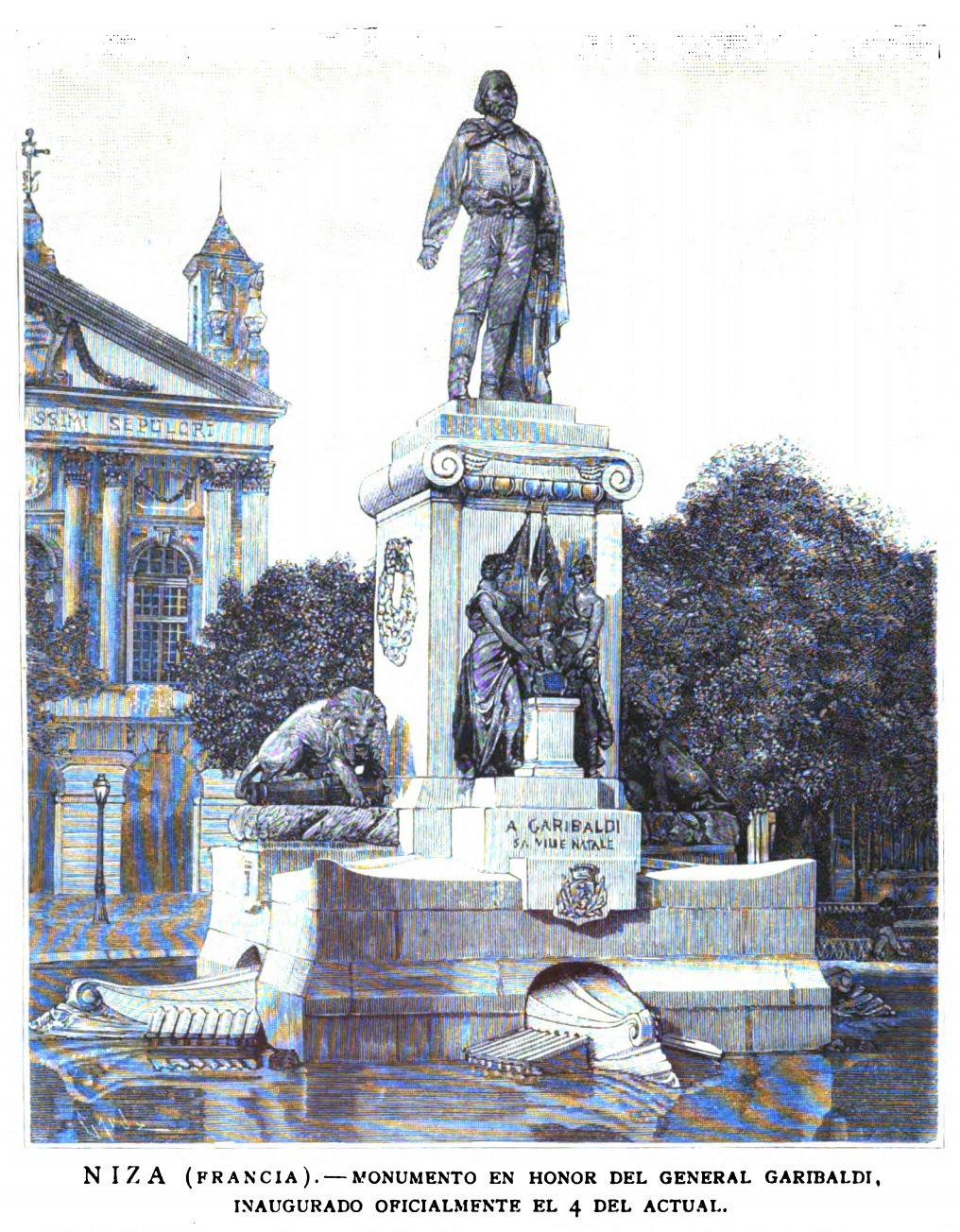
Illustration du monument récemment inauguré (La Ilustración Española y Americana, 15 octobre 1891)

Le jour où Nice apprend la mort de Giuseppe Garibaldi, le 4 juin 1882, le conseil municipal de la ville vote l'érection d'un monument en son honneur. Une souscription publique est alors lancée, mais elle ne rencontre pas le succès attendu. L'emplacement du monument n'est décidé qu'en 1885, année où le concours pour sa construction est lancée. Il sera installé au centre de la place Garibaldi, qui porte ce nom depuis 1870.  
Le sculpteur Antoine Étex est choisi pour mener à bien la commande. Il en réalise l'ébauche mais meurt en 1888 avant d'avoir pu terminer l'œuvre, de même que Dominique Ciotti, l'entrepreneur chargé de construire le piédestal du monument, mort avant le terme de son travail. Il est alors fait appel à Gustave Deloye. Pour des raisons techniques, il quadruple la taille du piédestal et le cantonne de deux lions en bronze. Le monument est inauguré le 4 octobre 1891. Jusqu'aux années 1970, la Société des garibaldiens de Nice y déposait une gerbe tous les 2 juin, date anniversaire de la mort du général.
L'ensemble de l'œuvre est inscrit aux monuments historiques par arrêté du 23 juillet 2009.

## Caractéristiques

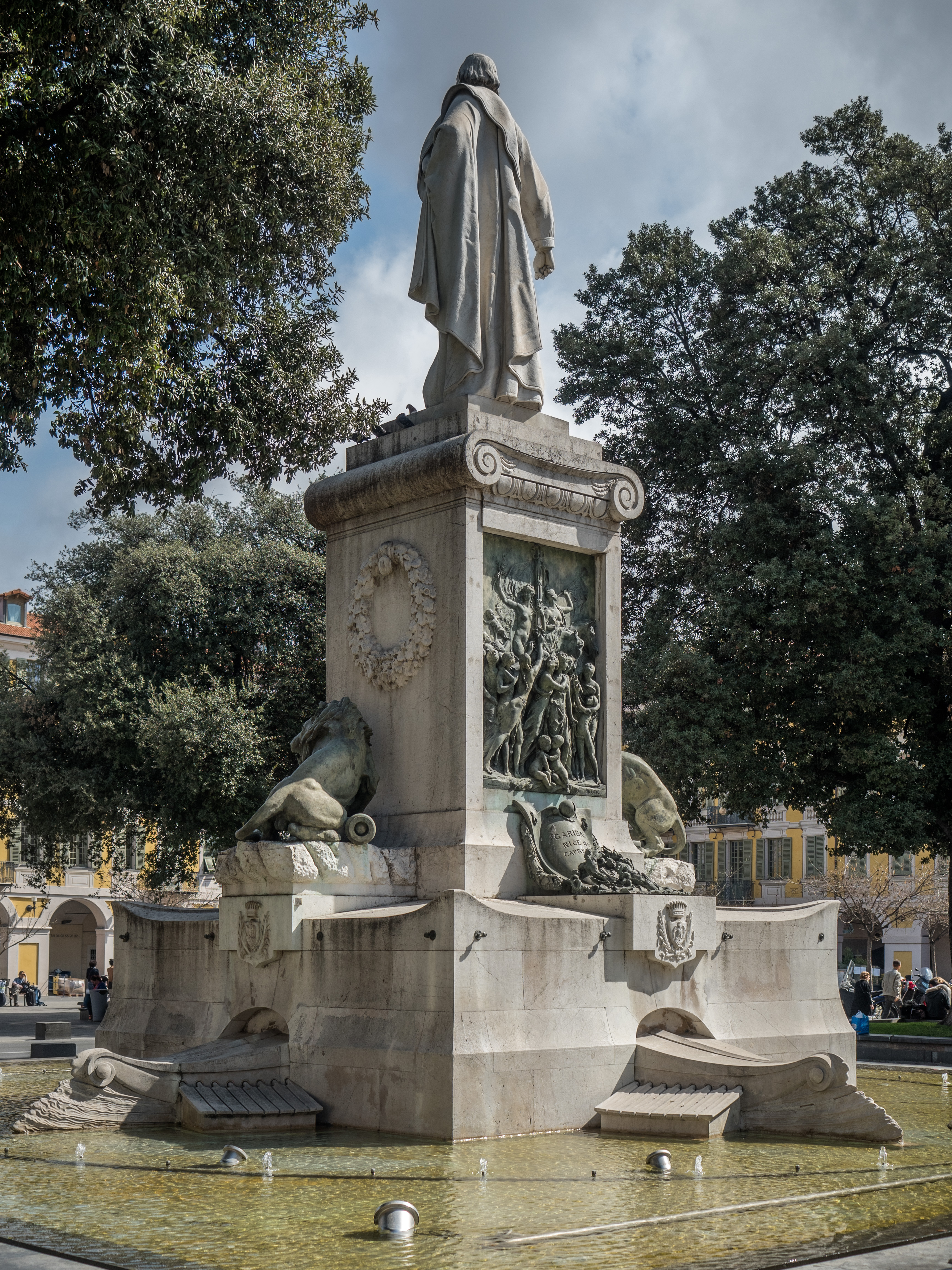
Vue arrière.

Le monument est situé - sur la place homonyme - dans l'axe de l'avenue de la République, l'ancienne route Royale Nice-Turin qui reliait Nice à la capitale des États de Savoie. Symboliquement, Garibaldi a le regard tourné en direction de Turin. Il porte sa fameuse chemise rouge, a le poing droit serré et son bras gauche s'appuie sur son épée. 
Le groupe allégorique en bronze, situé sous la statue de Garibaldi, représente la France et l'Italie veillant sur le berceau de Garibaldi enfant. La France, à senestre, est recouverte d'un bonnet phrygien et la hampe du drapeau qu'elle porte est surmontée d'un coq, tandis que celle du drapeau porté par l'Italie, à dextre, est ornée d'une louve romaine. Sur le petit piédestal qui supporte ces bronzes, figure l'inscription « À Garibaldi / sa ville natale » en lettres capitales.
De part et d'autre de ce groupe figurent deux lions en bronze symbolisant deux des fils de Giuseppe Garibaldi : Menotti et Riciotti. Ces lions s'appuient chacun sur un canon : à dextre, le canon porte l'inscription 1860 en référence à l'expédition des Mille, épisode du Risorgimento qui aboutit à la conquête du royaume des Deux-Siciles par Garibaldi. À senestre, le canon mentionne l'année 1870, en rapport avec la bataille de Dijon lors de la guerre franco-prussienne au cours de laquelle Garibaldi s'illustra. La face arrière du piédestal supportant la statue du général est orné d'un bas-relief en bronze illustrant « Nice au milieu des nations ».
Des quatre faces du socle de forme carrée supportant le piédestal émergent des proues baignant dans le bassin qui entoure le monument, en référence à la tradition maritime de Garibaldi et de sa famille. Il porte sur sa face avant deux médaillons représentant deux des petits-fils de Garibaldi : Constant à dextre, et Bruno à senestre. Sur chacune de ses faces, il est orné, au centre, du blason de Nice.
En 2007, l'œuvre a fait l'objet d'une rénovation et a été déplacée de 18 m vers la chapelle du Saint-Sépulcre en raison de la construction de la ligne 1 du tramway. Le bassin a été réduit à cette occasion, et représente désormais un carré de 17 m de côté.